# 滿洲國軍

滿洲國國徽

滿洲國軍為滿洲國的武裝力量。成立於1932年，在1945年解散。成立時將「維持國內治安」、「國境周邊與河川警備」設為主要任務，主要是關東軍的後方支援部隊，多於戰鬥部隊。但在關東軍素質弱化後，日本面臨與蘇聯作戰時，滿洲國開始進行武裝总兵力达20万人。日本投降后，满洲国军被苏军缴械后正式解散。
中华民国政府和中华人民共和国政府均不认可满洲国的合法性，故又將满洲国军称为伪满军或伪满洲国军。

## 軍制

### 指揮系統

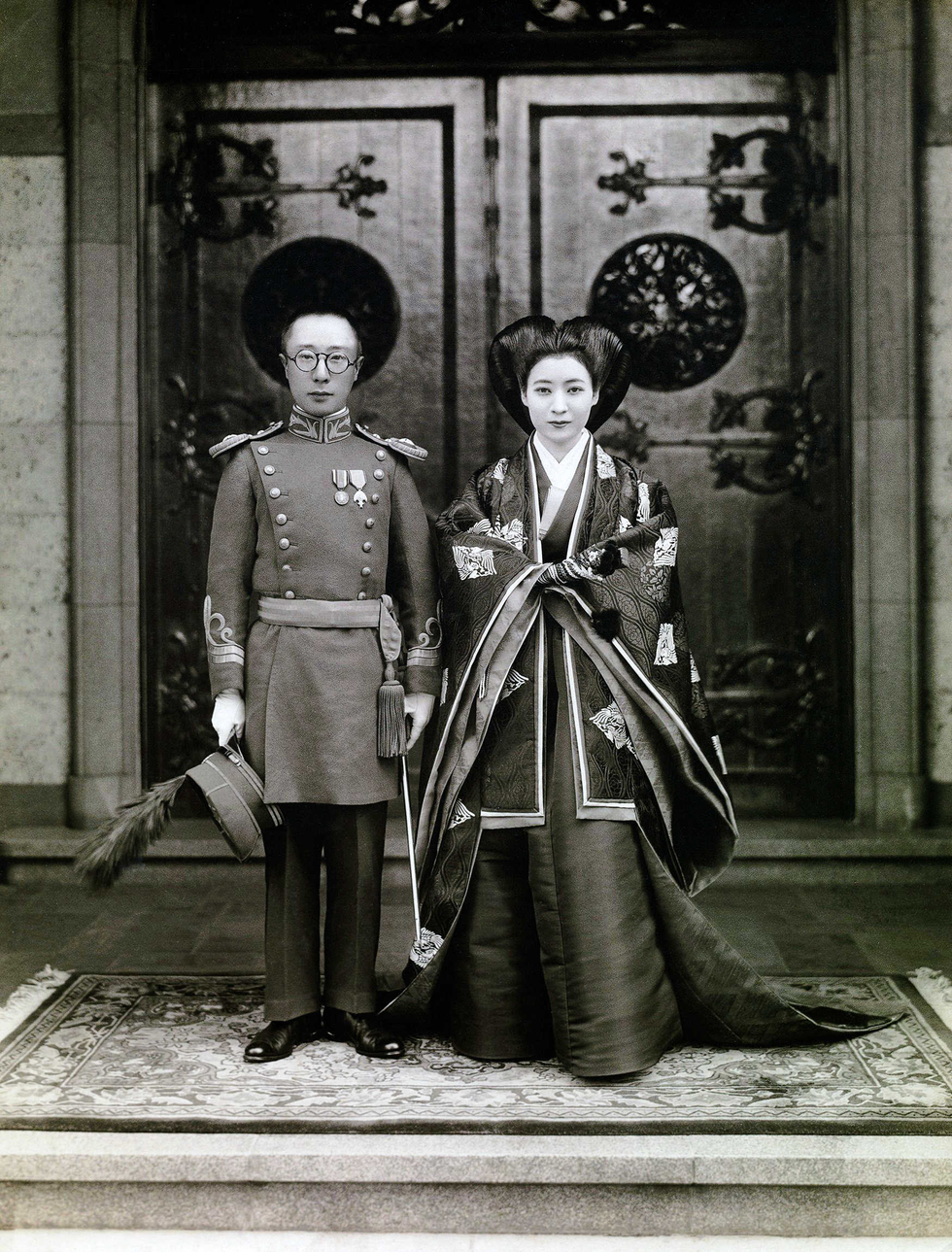
愛新覺羅溥傑（左）身穿中尉正裝照片。1938年4月3日。

制度上各軍（起初擁有6軍，之後擴充至11軍）之長為司令，警備司令官（陸軍）、艦隊司令官（海軍）皆直接受滿洲國執政（皇帝即位後即滿洲國皇帝）溥儀指揮（溥儀和日本天皇一樣，擔任軍隊統帥之大元帥）。不過這只是制度上的規定，實際上滿洲國的軍事權力受日本帝國關東軍支配，無論部隊變動、演習、裝備變更、人事升格等皆需經過關東軍之批准。

### 陸軍兵科色
| 顏色      | 顏色 | 兵科 |
| --------- | ---- | ---- |
|           | 黑   | 憲兵 |
|           | 紅   | 步兵 |
|           | 綠   | 騎兵 |
|           | 黃   | 砲兵 |
|           | 褐   | 工程 |
|           | 藍   | 運輸 |
| 資料來源: |      |      |

### 士官以上的階級
滿洲國士官以上階級分為「將」「校」「尉」，並各分為三級的三等九級。
|      | OF-10  | OF-9       | OF-9 | OF-8 | OF-7 | OF-5 | OF-4 | OF-3 | OF-2 | OF-1 | OF-1 | OF-1 | OR-6 | OR-5 | OR-4 | OR-3     | OR-3   | OR-2   | OR-1   |
|      | 總司令 | 上將(將軍) | 上將 | 中將 | 少將 | 上校 | 中校 | 少校 | 上尉 | 中尉 | 少尉 | 准尉 | 上士 | 中士 | 下士 | 下士勤務 | 上等兵 | 一等兵 | 二等兵 |
| 陸軍 |        |            |      |      |      |      |      |      |      |      |      |      |      |      |      |          |        |        |        |
| 海軍 |        |            |      |      |      |      |      |      |      |      |      |      |      |      |      |          |        |        |        |

滿洲國軍於軍官學校畢業後，以少尉任官。少尉滿2年後晉升為中尉、中尉滿2年晉升為上尉、上尉滿3年晉升為少校、少校滿3年晉升為中校、中校滿3年晉升為上校、上校任官4年後晉升為少將、少將滿3年晉升為中將、中將滿4年後晉升為上將。上將則為軍隊的最高位置，採終身職。
共授予上将13人：马占山（1932年3月）、张景惠（1932年3月）、张海鹏（1932年3月）、于芷山（1934年7月）、吉兴（1934年7月）、于琛澂（1934年7月）、王静修（1934年7月）、王殿忠（1936年10月）、巴特玛拉布坦（1936年10月）、郭恩霖（1938年4月）、王之佑（1942年9月）、张文铸（1942年9月）、邢士廉（1942年9月）。

### 江上軍將官旗
|        | 江上軍將官旗 | 江上軍將官旗 | 江上軍將官旗 | 江上軍將官旗 |
| ------ | ------------ | ------------ | ------------ | ------------ |
| 江上軍 |              |              |              |              |
| 上將   | 中將         | 少將         |              |              |

## 歷史

### 滿洲國軍創設時
1932年3月9曰，溥仪就任“执政”的同一天，颁布了《政府组织法》，该法(第12条)规定：执政统率陆海空军，溥仪为最高军事统帅。根據1932年4月15日发布“第1号军令”，公布了《陸海軍條令》：

　　第一条，陆海军负责国内治安以及边境、江海之警备任务。

　　第二条，执政统率陆海军。

　　第三条，执政决定警备司令官分担区域，令其所需之军队，负责维护该区域之治安任务。

　　第四条，执政决定舰队司令官分担区域，令其指挥所需之舰队，负责该水域之警备任务。
同时又发布了“第2号军令”，公布了陆海军分担区域，设立了伪奉天、吉林、黑龙江等警备军。国务院内设立了总管军事的军政部，掌管军政和军令，负责有关国防及用兵事宜。同日根据“执政权令”，马占山任伪军政部总长，19327七月在长春完全编成军政部。1932年9月，张景惠兼任军政部总长。
創設滿洲國軍，起初是將軍閥部隊與關東軍顧問編制而成。主要任務為「維持國內治安與國境周邊、河川警備。」（陸海軍條例第1條）。关东军派出多田骏等现役将校为军事顾问，指导满军，规划军事。1932年5月，以多田骏为首的顾问部，制订了分三期整顿伪军的方案：
- 第1期，建军时期。稳定部队，防止士兵动摇，统一建制。
- 第2期，整军时期。确立稳定基础，担负起治安任务。
- 第3期，练军时期。从各方面予以充实，有效地完成任务。

而根據1932年9月15日締結的《日滿議定書》，滿洲國之國防由滿洲國與日本共同負責，以此承認關東軍之駐屯。此處的關東軍也就被宣稱為「作為滿洲國軍的關東軍支援部隊」。滿洲國的防衛工作實質上由日本軍隊擔任，使滿洲國成為傀儡政權。 
1933年春关东军进攻热河前后，总兵力达15万人左右，这是军兵力的最高峰。

#### 1932年部隊構成

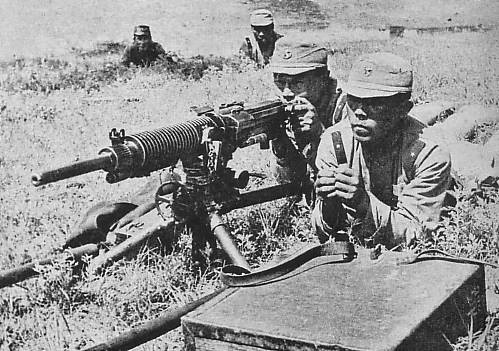
訓練中的滿洲國士兵

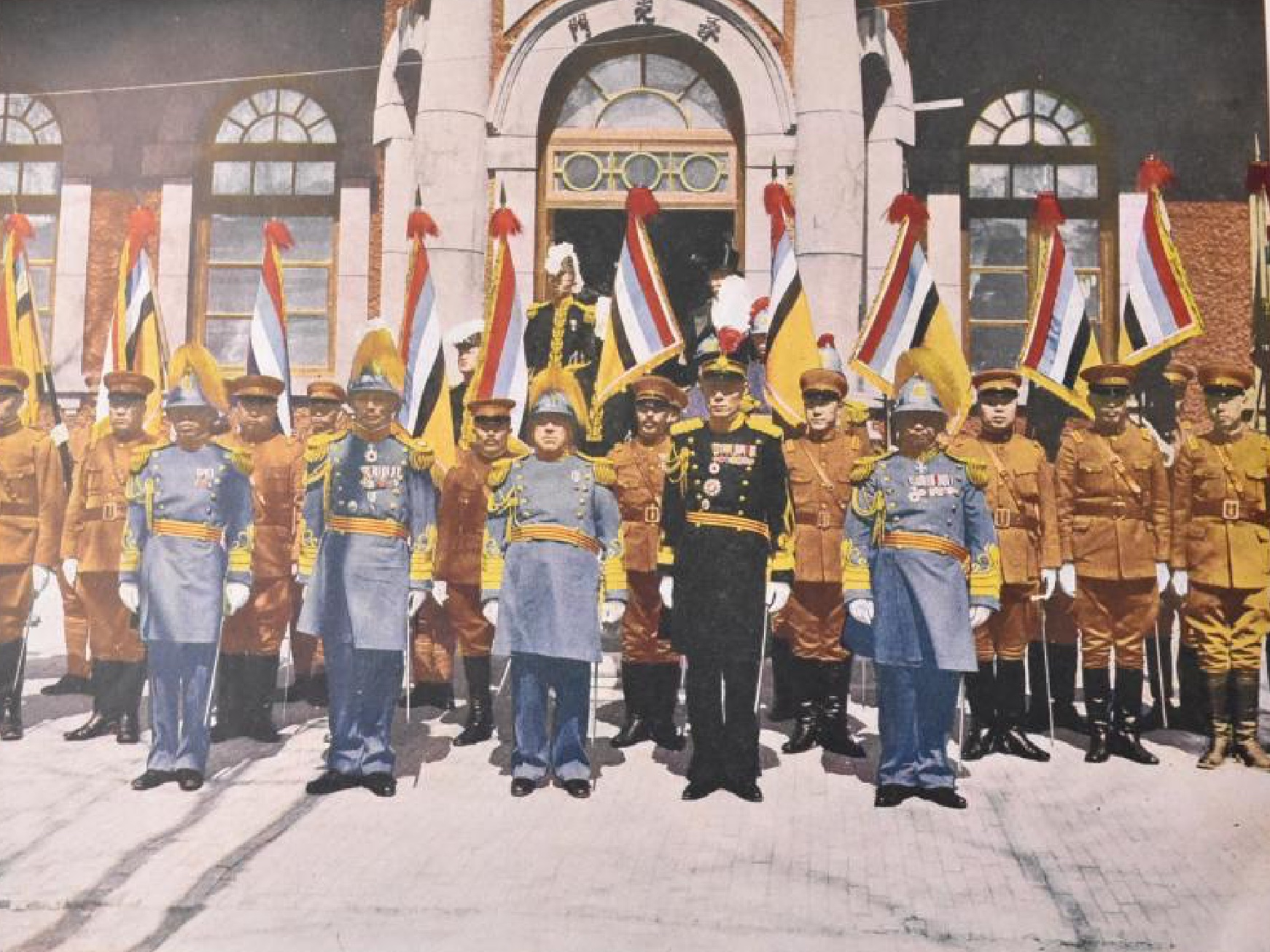
滿洲國軍將校們合影

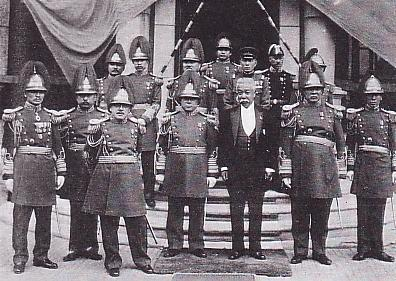
滿洲國軍將校們合影

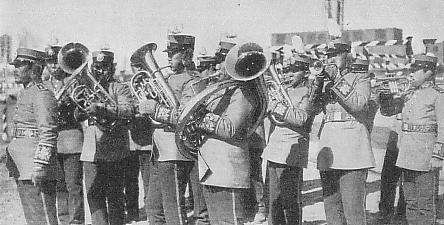
滿洲國軍樂隊

- 軍政部（兵數：130人）

“负责军队的装备、编制、军队配置、作战警备、教育训练”等。日满制定了《军政部组织条例》、《警备司令部组织条例》、《暂行给予条例》等基本的章程制度。整编军队，规定了混成旅、骑兵旅、步兵旅的编制，令各司令部依据统一编号隶属部队，统一官级名称，统一全军的薪饷和服制。延聘军事教官，加强顾问部组织，普及日本军官的指导。1932年4月15日，军政部在沈阳大南门里边业银行宣布成立，1932年7月迁至长春。同时，满洲国执政溥仪特任马占山为军政总长，次长王靜修/李盛唐，参谋司长郭恩霖(原吉林军令厅长兼驻哈吉林军事特务部长，1932年7月上旬赴长春就任)，军需司长张益三。但马占山此时已举旗抗日，“军政总长”位置出现空缺。5月军政部规定于芷山奉天警备司令部每月军费七十万元，吉兴吉林警备司令部每月军费五十万元，程志远龙江警备司令部每月军费五十万元，张海鹏洮辽警备司令部每月军费二十万元。满国务院总理郑孝胥暂时兼任这一职位。1932年8月3日，满参议府议长张景惠兼任此职。军政部参谋司宣传部部长王之佑。参谋司：下设“总务”、“军事”、“军衡”、“医务”、“测量”、“宪兵”、“江防”、“军法”、“调查”各课。
- 洮遼警備軍/热河警备司令部（兵數：16,200人）

負責區域：以洮南为中心的奉天省西北部的14个县：通遼、奉平(?)、昌图、梨樹、懷德、雙山、遼源、開通、瞻楡、安廣、鎮東、洮安、洮南、秦來、突泉縣東部、景星縣西南部
（新京（長春）西側、北至齊齊哈爾南側、南至奉天北側為管轄範圍。）
原东北军洮辽镇守使张海鹏部。九一八事变前辖4个骑兵团。1931年10月1曰，张海鹏投日自任“东北保安边防总司令”，将所部扩编为8个支队(相当于旅，支队长徐景隆、鹏飞、刘茂义、傅铭勋、彭金山、张俊哲、王永清、程国瑞)。1932年4月编为洮辽警备军，司令官张海鹏，司令部设在洮南。1933年春，关东军攻占热河后，建立了热河警备司令部和兴安西警备军；原洮辽警备军撤销。热河警备司令部司令官张海鹏。司令部设承德。辖：王永清骑1旅(驻赤峰)、张俊哲骑2旅(驻承德)、鹏飞骑3旅(驻朝阳)、傅铭勋骑4旅(驻围场)、索化忱骑5旅(驻丰宁)、冯秉忱独立步兵团(驻承德)、炮兵队等。
- 奉天省警備軍（兵數：17,153人）

負責區域：洮遼警備軍負責區域外的奉天省。
东北局东边道镇守使于芷山部。九一八事变时辖姜全我、廖弼臣、田德胜3个步兵团和曹秉森骑兵团。1931年10月15曰于芷山将东边道镇守使署改称为“东边道自治保安司令部”，将所部扩充为2个步兵旅、3个骑兵团和1个卫队团。改编为奉天警备军，司令官于芷山，司令部驻奉天。辖廖弼臣、田德胜2个步兵旅，傅布彦、王翰臣、邵本良3个骑兵团和赫慕侠的卫队团。7月又将王殿忠、李寿山旅编入该军。警备区域为除洮辽警备军警备区域以外的奉天省。7月16曰，奉天警备司令部设立了沈海、中央、鸭绿江、安奉、辽河、奉天等6个警备区。
另有军阀张宗昌的余部王殿忠、李寿山、张宗援，九一八事变后得到关东军的援助，在营口、大石桥、安东等地收罗土匪组成两支部队：分别由王殿忠、李寿山任司令，张宗援任副司令。1932年7月编入奉天警备军。　　
- 吉林省警備軍（兵數：44,692人）

負責區域：吉林省
驻吉林省的东北军第23旅李桂林部、炮兵第10团穆纯昌部，九一八事变时被关东军击溃后投日。骑兵第7旅常尧臣部、第25旅刘宝麟团、夏显文(夏鸿谋)团，于1931年9月随熙洽投敌。第27旅旅长兼延吉镇守使吉兴，率梁沣、朱榕、王树棠3个团，于1931年10月投敌。以上各部成为吉林警备军的主要部分。
原被撤职的东北军骑兵第16师师长于琛澂，事变后在关东军和熙洽的支持下，组建了2个旅(旅长李毓久、杨秉藻)，熙洽也组建了3个旅和1个骑兵支队。10月底，这两股合编为吉林讨匪军，于琛澂任司令。后成为吉林警备军的一部分。
吉林警备军司令官吉兴。辖15个旅。其中吉兴直接指挥的刘金麟、李文炳、王树棠、梁沣等9个旅,布防在吉长和延吉地区；吉林讨匪军司令官于琛澂指挥李毓久、崔文林、陈德才、白文清、杨秉藻、关琛等6个旅，驻守滨江和依兰地区。1933年4月8日，吉林警备司令部决定撤销“剿匪”司令部，新设吉长、滨江、延吉、绥宁、农安等5个地区司令部。1933年12月1日又进行改编，设“新京”、吉林、滨江、延吉、绥宁、依兰6个地区司令部。
- 黒龍江省警備軍（兵數：43,485人）驻齐齐哈尔。1932年4月以原驻黑龙江省的国防军程志远骑兵旅、卫队团、炮兵团朴大同部、田奎生骑兵团、第55团、工兵营、辎重营，省防军中的吴松林骑兵第一旅、马占山混成第三旅等部，在江桥抗战失败后投降日满。苑崇谷旅投降后成为第三教导队的步兵主力。

負責區域：洮遼警備軍負責區域以外的黑龍江省
- 興安省警備軍（兵數：12,921人）

負責區域：興安省
（於1932年4月滿洲國軍創設時尚未存在，同年9月才設置的樣子）
- 江防艦隊（兵數：392人）

負責區域：黑龍江、烏蘇里江等國境河川以及渤海沿岸
以上部隊的數量為1932年9月時，根據當時滿洲國軍政部最高顧問多田駿少將呈給陸軍省《滿洲國軍事顧問並軍事教官一覧表外の件》。

#### 日系軍官
滿洲國軍於創設時開始便雇用日本人做為顧問教官，此外部隊長等也有由日本軍轉籍的日系軍官（詳細請參照滿洲國軍軍事顧問列表）。
顧問中以1928年皇姑屯事件的主謀東宮鐵男上尉最為有名。

### 軍備擴大期（1934年7月后）
1934年实行“帝制”后，军政总长改称军政部大臣。

#### 補充海軍兵力
配備四艘砲艦。詳細請參考滿洲國軍艦隊。

#### 陸軍組織改革
將起初由軍閥部隊編成的軍隊重新訓練。1934年7月1日成立军管区。1935年4月根據滿洲國行政區劃進行陸軍再編成。
- 第1軍管區（兵數：12,321人）沈阳。奉天警备司令部改称。1932年4月15日满洲国军政部遵照日本最高顾问多田骏提名，任命原东边道镇守使于芷山为奉天警备司令部司令官，由日本陆军工兵少佐菅野谦吾任主任顾问。1934年7月1日改为第一军管区，于芷山为司令官。辖有6个混成旅及1个教导队。后由邢士廉接于芷山为司令官。司令官王之佑（1942.8-1945.8）奉天警备司令部改称。组织了1936年秋东边道独立大讨伐、1937年东边道大讨伐、1938年东边道大讨伐。1942年辖奉天、锦州、四平三省、混成第一旅(步兵第5团在热河讨伐，骑兵第39团为回族兵驻沈阳)、第一高射炮队和三个工兵队及通信连、军乐连。1943年9月，将四平省及第3工兵队划入第二军管区，将安东、通化两省编入(同时接收混成第8旅及第4工兵队)。1944年2个混成旅改编为步兵第1旅(旅长金毅驻锦州，步五、步三团均在热河)。日本投降时兵力：步兵一旅、迫击炮一团、辎重一营、工兵七队、自动车队一(在蓟东)、通信连一、军乐连一。 
  - 第一混成旅(旅长李裕平)
  - 第二混成旅(旅长高明)
  - 第三混成旅(旅长李寿山)
  - 第四混成旅(旅长阎家梅)
  - 第五混成旅(旅长廖弼宸)
  - 第六混成旅(旅长董国华)
  - 骑兵第三旅(旅长赵秋航)
  - 第一教导队(队长吕衡)
- 第2軍管區（兵數：13,185人）吉林。吉林警备司令部改称。1932年4月15日成立伪吉林警备司令部，以原东北军延边镇守使吉兴为司令官，日本陆军步兵中佐大迫通侦任主任顾问，驻吉林市。1934年7月1日改为第二军管区，仍以吉兴为司令官，辖有4个混成旅、3个骑兵旅及1个教导队。1941年3月王济众任司令官，后又以吴元敏为司令官。1945年司令官关成山，参谋长萧玉琛，辖第2混成旅、第2工兵队、独立通信队等。
- 第3軍管區（兵數：13,938人）齐齐哈尔。龙江警备司令部改称。负责龙江省、黑河省的安全。1934年4月15日成立，以程之远为司令官，由日本陆军步兵少佐林义秀担任主任顾问。8月3日程之远调任参议府参议，张文铸接任警备司令官。1934年7月1日改为第三军管区。辖有5个混成旅、1个骑兵旅和1个教导队、1个炮兵队。司令官张文铸/王之佑（1940.8-1942.8），参谋长于治功。1942年9月吕衡接任司令官；1943年6月5日赵秋航任司令官。
  - 第五警备地区：黑河省，司令官赵振邦
  - 第六警备地区：龙江省，司令官张文铸兼任
  - 副官处
  - 军需处
  - 军医处
  - 军法处
  - 齐齐哈尔炮兵队
  - 齐齐哈尔机动车队
  - 黑河国境线监视队
  - 齐齐哈尔军乐队
  - 齐齐哈尔陆军监狱
  - 齐齐哈尔陆军病院
  - 黑河陆军分病院
  - 混成第11旅，旅长杨镇凯，驻泰来。1936年7月调第六军管区。
  - 混成第12旅，旅长周作霖/胡文藻，驻黑河。1939年转驻北安，辖步兵第17团（团长刘玢），团部和迫击炮连驻北安省克山县城，第一营驻北安省城，第二营驻距北安县城东北六十多里的龙镇。
  - 混成第13旅，旅长贾金铭，驻海伦。步兵第十七团团部和第一、二两营及迫击炮连驻黑龙江省克山县城，第三营驻克山县城以北七十多里的北兴镇。1935年12月1日旅长李静带旅部移驻洮南县。1938年改编为第三教导队，于治功任队长，驻洮南。1940年裁撤。
  - 混成第14旅，旅长朱凤阳，原驻拜泉县。1935年移驻克山县，步兵第17团改隶。1936年冬参加东边道独立大讨伐，辖步兵第17、第19团、骑兵连、无线电队、军鸽三分队，在濛江县、辉南县追剿抗联武装。1939年第四军管区混成第18旅步兵第24团与混成第14旅步兵第17团合编为步兵第4旅，旅长王作震/王家善，驻海伦、庆城。1943年调第五军管区。
  - 混成第15旅，旅长冯广友。1938年调第四军管区参加“三江大讨伐”。1938年底改编为独立第2旅，旅长张魁英，驻集贤镇。
  - 骑兵第4旅，旅长王之安。1936年7月调第六军管区。
  - 骑兵第5旅，旅长涂全胜/王士秀，共辖两个团：骑兵第二十一团团长高广寅，骑兵第二十二团团长张。旅部和第二十一团驻讷河县，第二十二团驻嫩江县。
  - 步兵第4旅：1940年整编组建。旅长王作震/关成山/王家善。辖步兵第17团（团长刘玢）、步兵第24团（团长王锡鹤）。1943年5月5日旅长王家善指挥全旅赴热河省青龙县“讨伐”八路军。
  - 第三教导队，队长李静，辖3个步兵团、1个骑兵团、1个炮兵营，驻齐齐哈尔。1936年冬参加东边道独立大讨伐，队长石兰斌，辖教导步兵第3团（团长张金祥）、第16团、教导骑兵第3团（团长刘玢），在金川、柳河地区疯狂集家并村。1937年8月25日石兰斌率领步兵第3团、骑兵第3团各1个，编为“石兰部队”共2500人，全队到达热河省承德，归第五军管区指挥，又经古北口进驻怀柔县高丽营子一带剿共，由山下奉文兵团长指挥，1937年11月撤回齐齐哈尔。1938年改编为独立第一旅；所辖骑兵团（团长刘玢）编成2个骑兵连，第一连长薛景昆，第二连长刘恕。1939年“石兰部队”参加诺门坎战役，8月20日晚22:30，步兵第14团234人第一营在营长率领下击毙日本顾问官，向苏蒙军投诚。1939年9月，石兰斌被撤职，关成山接任旅长。1940年独立第一旅裁撤。
  - 独立骑兵第55团，1932年设立。团长石兰斌。全团共有六个连，都驻林甸县城
- 第4軍管區（兵數：17,827人）滨江省哈尔滨。1932年4月15日成立伪护路军，以于琛澂为总司令。1934年7月1日改为第四军管区，仍以于琛澂为司令官。1943年1月任命张文铸为司令官，后以李文龙为司令官。下分滨江、绥宁、依兰警备地区，辖有8个混成旅、1个骑兵旅和1个教导队。司令官郭恩霖。
  - 第四教导队
  - 鹏飞混成旅
  - 冯广友混成旅
  - 宋殿才旅
  - 徐海旅
  - 张魁英旅
- 第5軍管區（兵數：9,294人）驻承德。热河警备司令部改称。1932年4月15日成立，以原洮辽镇守使张海鹏为司令官，驻承德市。1934年7月1日改为第五军管区，免张海鹏司令官职，以王静修为司令官。后邢士廉。1937年7月20日为使日军向南口进攻容易，以靖安军全部(四个团)和第五教导队（队长朱家训、骑兵团团长富璇善）组建派遣热河支队向南口后方长城线上进攻，支队长藤井重郎少将，补给勤务由第五军管区司令邢士廉担任。靖安军当时驻锦州，8月1日前向承德集结完毕，8月9日到丰宁县黑河川，与中国军队高桂滋师在长城线上相持。8月21日午藤井重郎被反正的士兵打死，参谋长美崎丈平接任。9月上旬占领赤城，10月进驻宣化，1938年1月回防。1941年3月以吕衡为司令官，后以吴元敏任司令官。1943年9月20日以赫慕侠任司令官。下分锦县、承德警备地区，辖3个混成旅、1个骑兵旅和1个教导队。
- 興安東警備軍（兵數：929人） 绰罗巴特尔
- 興安西警備軍（兵數：858人）李守信
- 興安南警備軍（兵數：1,052人）巴拉玛拉布坦
- 興安北警備軍（兵數：656人）乌尔金
- 江防艦隊（兵數：719人）

后期，还设有：
- 第六军管区，牡丹江省和间岛省一带，总兵力5600人。1936年7月成立。驻牡丹江，任王殿忠为司令官，担任东部“国境”的警备和“讨伐”任务。1943年9月李文龙为司令官，后以贾华杰为司令官。
  - 混成第七旅/1944.12.1改编为步兵第3旅长：驻牡丹江省宁安县。辖步兵第8团在热河省青龙县西南部半壁山“讨伐”，团长杨崇武/唐际荣。骑兵第十九团/1944.12.1改编为步兵第7团，驻延吉县，团长唐际荣/荣绍英。
- 第七军管区，三江省一带，总兵力4500人。1939年设在佳木斯，司令官张文铸/赫慕侠/1943年9月20日吕衡。
- 第八军管区，1939年5月1日成立，设于通化市。由第一军管区分出安东、通化两省，和混成第一旅、混成第二旅、混成第三旅及混成第五、六旅各一部(即第八教导队的前身)而编成的。第一宪兵队分出一部(约二百人)编成第八宪兵队。司令官王之佑（1939年5月至1940年8月）/1940年6月吴元敏/王作震/张伟。主任顾问立花大佐、安永顾问、石黑顾问、纲田主计顾问。参谋长赫慕侠、参谋处长陈明山、副官处长萧玉琛、军械处长张某某、军需处长冯绪功、军医处长贾树屏、军法处长陶远进、上校部附富璇善、宋道仓。1944年后迁北安省、黑河省一带，总兵力5000人。
  - 混成第一旅旅长李裕平
  - 混成第二旅旅长高明
  - 混成第三旅旅长王士琇
  - 混成第8旅：旅长刘玢（1943.8热河省兴隆县鹰手营子-）辖步兵第3团。
  - 第八教导队：队长赵振邦
- 第九军管区，兴安南省、兴安西省一带，总兵力5500人，主要为蒙古族骑兵。1938年伪治安部在郑家屯设立伪兴安军管区，派巴特拉布担任司令官，统一指挥兴安东西南北各军，担任西北国防和地区内的维持治安任务。1938年6月初，把兴安南的骑兵五团和兴安东的骑兵二团临时编成“甘支队”，以兴安南警备司令甘珠尔扎布任支队长，调承德归第五军管区司令官邢士廉指挥，不久，进入密云、平谷、蓟县境内打击八路军。1940年改兴安军管区为第九、第十军管区。第九军管区设于通辽，以甘珠尔扎布为司令官，后由郭文林任司令官。1943年3月甘珠尔布回任司令官。
- 第十军管区，兴安东省、兴安北省一带，总兵力2000人，主要为蒙古族骑兵。设于海拉尔，以乌尔金为司令官，后以郭文林为司令官。
- 第十一军管区，东安省一带，总兵力7500人 1941年成立，设于密山，于治功为司令官，后以郭若霖为司令官。

1935年6月，军政部增设军事调查部，部长王之佑，主任顾问田岛中佐，开设在长春市明伦街（今文化街）
- 第一科：军事调查。科长川崎中校。
- 第二科：军心调查。科长鹫崎研太。首先开设“精军训练班”，各团派遣日系副官和精通日语的满系尉官七十多名受训。回团向各连日系或亲日的负责军官传习，在伪满军中建立起有系统的、由连到团、由团到司令部顾问部、再到军政部顾问部的思想调查组织，开展肃军大检举工作。
- 第三科：由宣传部改编。科长孙家铎，出版《精军周刊、月刊》改进的《铁军》(汉文版)。《铁心》(日文版)。从日本松竹电影公司定制五六部电影、购买映画机分配到各军管区

#### 設立飛行隊
1937年設立飛行航空軍隊。詳細請參考滿洲國飛行隊。

### 中日戰争開始後（1937年以後）
中日戰争轉變為全面戰爭後，日本將部隊投入山海關以南的戰場。原先「關東軍為中心的國防」的構想遭到挑戰，滿洲國軍將中心方針轉換為「自力更生的國防」。1937年7月1日，依据满洲国务院机构改革令，军政部改为“治安部”，原隶属于民政部的警务司及其下属的警察系统并入治安部。“治安部”内设：大臣官房、参谋司、军政司、警务司，并对参谋司和军政司的业务进行了重新调整。实行一元化领导，对内“维持治安”，对外配合关东军作战。1940年6月，溥仪从日本迎来“天照大神”，大肆推行“惟神之道”，强制东北人民供奉“天照大神”，治安部内新增加了“神道教育”的职能，参谋司改组成了精军科和报道部。 

#### 制定國防法（1938年）
1940年4月，满洲国颁布实施《国兵法》，施行徵兵制，治安部成立兵事课，各军管区兼征兵管区，下设若干的征兵区。每年春天招集20萬名20歲至23歲的男性服3年兵役，參與軍事訓練、補充工兵、構築堡壘、以及輔助地方警察等工作，不適應軍職者則須進行3年的土木工程等勞役。
- 第三征兵管区（驻齐齐哈尔）征兵官黄富俊（龙江省长兼）
  - 第一征兵区：辖齐齐哈尔、龙江县、富裕县、依克明安县、讷河县、甘南县。
  - 第二征兵区：辖林甸县、景星县、泰来县、镇东县、大赉县、杜尔伯特旗。
  - 第三征兵区：辖白城县、安广县、洮南县、开通县、瞻榆县。

### 后期
1943年4月1日，日本的战局开始走下坡路。为了稳定其作为战争基地的东北局势，减轻关东军抗衡远东苏军的压力，改军警一体的“治安部”为“军事部”，将“治安部”的警务司升格为警务总局，并直辖于满国务院总务厅领导，建立起政警合一的体制。军事部大臣由邢士廉充任。
- 第三军管区：司令官赵秋航，参谋长任广福，总兵力7400人
  - 步兵第4旅：旅长黄方刚，在热河南部剿共。
  - 第三辎重队：队长范鹏飞，驻齐齐哈尔
  - 第三自动车队：驻三间房
  - 四个工兵队，队长分别为：王永锟、田生库、张书田、蔡，分驻齐齐哈尔、讷河、洮南。
  - 第三通信队
  - 军乐队
  - 骑兵团：团长张子贞，驻洮南
  - 炮兵队，队长菊敌，驻齐齐哈尔

#### 铁石部队
1944年末，日军形势已非常不妙，军队不足。为此，华北方面军司令官下村定和关东军司令官山田乙三签订了《满华国境地带治安肃正协定》，企图借助满洲国军的武力，维持冀东地区的局势，防止冀热辽八路军李运昌部的进一步扩展。1944年冬满洲国军事部遵照日本关东军的命令，抽调精锐部队，编成代号为“铁石”的师级部队，全部兵力约1.6万余人，1944年12月7日（珍珠港纪念日）铁石部队正式成立。12月21日，铁石部队在锦州原靖安军营区，接受满洲国第一军管区司令官王之佑和关东军参谋长笠原幸雄检阅。溥仪派中校侍从武官田宏图为特使，代宣读“圣谕”，要求部队能够“日满同心”、“发扬国军精神”。关东军参谋长笠原幸雄则希望“日满两军本着同心容德，共存共荣的精神，为大东亚共荣圈建设而努力”。检阅结束后，军方举办盛大欢送出征宴会，铁石部队中校以上军官全部参加。1944年12月23日，部队陆续向冀东开拔。1945年1月1日开始受当地日本华北方面军宪兵司令官兼华北特别警备队长加藤泊治郎中将的指挥调遣。
“铁石部队”以伪满军训“铁石纪律”和“铁石训练”而取名，军官中日籍占约四分之一，士兵均为伪满第三、四、五期国兵（“二年兵”和“三年兵”）。
铁石部队的指挥中枢是联络处，驻唐山市马家沟，由满洲国军事部日籍顾问南博彦上校负责，下设参谋处、副官处、军械处、军需处、军医处、军法处、情报组、电报班、兽医所等，驻唐山市，与唐山日军联络及部署军事行动。
- “铁心”部队：驻佳木斯市的满洲国军第七军管区步兵第二十六团与驻锦州的靖安军步兵第三十七团组成的旅级部队。还有从骑兵二十一团和骑兵三十八团各抽调一部分组成的骑兵队(相当于两个骑兵连)。铁血部队长为日籍粟野重义少将，队部及骑兵队驻滦县北野鸡坨镇。总人数8500人。
  - 步兵二十六团驻滦县西北榛子镇，团长为上校刘德溥，中校团附关瑞玺、少校团附申绍志、负责情报班的上尉团附夏廷英。称“刘德部队”。一营长李治唐、二营长高山（日籍）。
  - 步兵三十七团驻迁安县杨店子，一部驻迁安。团长为日籍饭沼中校、林上校（日籍）、南清一上校。
- “铁血”部队：满洲国兴安军骑兵两个团组成，部队长为日籍岩田薰少将，约2500人。驻滦南倴城镇。各团分驻胡各庄、习集庄、曾家湾、大新庄一带。负责铁路以南的平原地带。
  - 骑兵第四十七团（团长呼赫巴图尔）
  - 骑兵第四十九团（团长郭文通，达斡尔族）
  - “铁人”部队：全是朝鲜人组成的步兵支队，驻滦县石门，其任务是负责铁路以南平原地区的“治安肃正”。又称朝鲜人特设队。
- “铁轮”部队：团级大车辎重部队。驻唐山市。部队长是斋藤中校。
- “铁波”部队：营级通信部队。驻唐山市。
- “铁虎”部队：营级装甲车部队，部队长梁懒上校（日籍）。辖一个战车队（轻战车）、一个装甲车队、一个汽车队，驻唐山市。
- “铁乘”部队：铁路警护，驻北宁线唐山至山海关沿线
- 兵器修理班：驻唐山市
- 被服修理班：驻唐山市
- 野战仓库：分设三处兵站。第一兵站设在唐山市，第二兵站设在古冶，第三兵站设在滦县。
- 宪兵队：驻唐山市。

1945年8月14日上午9时，铁石部队联络部向所属各部转达了军事部下达给各部队苏联军队已进入伪满洲国境、各部必须“星夜回国”的命令。铁石部队结局：
- 联络部中以军需少校王化兴为首的近30名中国人，被军统局高参刘梦黎招抚，王化兴出任“山海关先遣军”副司令，并组建了司令部。1945年末该部进驻沈阳市，改称“东北保安独立支队”。
- 两个骑兵团在兴安军骑兵第四十九团少将团长郭文通等人率领下，杀死了该部数十名日本军官（岩田熏逃走），全旅迅速返回东蒙地区，自行解体解甲归田。
- “铁心”部队：刘德溥从粟野重义处接到“向滦县车站集中，轻装上车回国”的命令后，8月15日下午2时，刘德溥以粟野要来团里视察为由，将全团军官集中到团部，一声令下将所有日本军官逮捕，宣称自己早就与中華民國国民政府（國府）有联系，这次是奉命战地反正。刘德溥仍然以粟野的名义邀请第37团全体军官到榛子镇第26团团部开会，乘机将日籍军官全部逮捕，就此掌握了第37团。改称“榆关先遣混成第一旅”，刘德溥自任旅长，关瑞玺为步26团团长，申绍志为步37团团长。[5]1945年8月下旬，划归第九路军暂编独立第一师。1945年10月被东北行营主任熊式辉收编，改编为东北保安第二总队。1946年1月4日空运至长春[6]。1946年1月5日晨未明，8架C-47运输机载200余官兵从北平飞长春。历时15天共空运了八千多“刘德部队”，其中900多是顶着空缺员额临时冒名的流亡关内的东北籍各界人士与商贩。1月19日，國府东北外交特派员蒋经国电告：“空运抵长之部队，全为伪满二十六师原有之官兵。对于此事，苏方及民众皆表不满。”刘德溥为少将总队长兼长春城防司令部副司令，吴耀宗任副总队长，李雪松为参谋长。总队司令部设参谋处、副官处、军需处、军医处、军械处和直属队。统辖第四、第五、第六团，官兵总人数为4671人。其中，第5团守南岭。1946年4月苏联红军撤离长春市区后，东北民主联军吉林军区发动长春进攻战役。[7]酣战至4月18日下午，守军被压缩到市中心大同广场（今人民广场）西北侧的中央银行大楼内。17时中央银行大楼内上千名守军突然冲出，把大同广场（今人民广场）的攻城东南纵队第75团压到民康路口，广场东南民康路与长春大街中间的一座大土包后面就是东南纵队指挥所、附近还有几千名俘虏和缴获的大量枪支弹药。东南纵队司令员贺庆积、副司令员黄思沛冲上民康路，带头率领由延边朝鲜族组成的第75团向敌反冲击，展开了空前残酷的白刃战。双方白刃拼刺刀激战近1小时，血漫脚脖子，双方均伤亡惨重。[8]突围的铁石部队发现了东南纵队指挥部后展开炮击，司令员贺庆积被炮弹炸中头部，双眼受重伤昏迷，后只保住了右眼；东南纵队副司令员黄思沛手臂负伤；第75团团长朴洛权腹部中刺刀，后送去吉林市的路上流血过多牺牲。[9]东南纵队投入了预备队第71团才顶住突击。至19时战斗全部结束。1947年1月，刘德溥收集人员，组建东北保安司令长官部下属的东北第十一保安区，刘德溥任司令。1947年5月，改编为暂编第56师，编入新七军，刘德溥升任副军长失去兵权，新38师参谋长张炳言任暂56师师长。[10]

### 815后解散
由多民族構成的滿洲國軍身為傀儡政權之軍隊，實質上受關東軍支配。對此感到不滿的軍人也相當多，諾門罕戰役時石蘭支隊步兵第14團第1營便發起叛變，蘇日戰爭時也有少量部隊投降蘇聯。
东北保安第二总队是完整由刘德溥的铁石部队改编而成。

### 后续沿革
陈诚主持东北时，把大批满洲國军官、兵员组成的东北地方保安部队改编为正规军：
- 暂编50师吴宝云
- 暂编51师许颖
- 暂编52师刘伯中：原满軍“铁石部队”改编，由长城沿线调来、增援58师打通中长铁路南段。1947年夏刚刚进驻大石桥，即被歼灭。
- 暂编53师许赓扬
- 暂编54师马廷选
- 暂编55师王天任：东北暂编保安第一总队，保安第三师。东北保安第7区。1947年5月从热河调辽南，5月30日在大石桥被全歼。1948年10月在锦西投共
- 暂编56师刘德溥：东北暂编保安第二总队，东北保安第11区。1948年10月在长春投共
- 暂编57师陈天熹：前身为抗战后的国民革命军华北先遣军新编第27军（军长姜鹏飞）第9师、东北暂编保安第三总队、暂编第6师、东北保安第12区。第169团在彰武被歼；另外两个团在新立屯被东野七纵歼灭。
- 暂编58师王家善：1946年初以满洲国军溃散官兵和地主武装中招收，在长春市组建东北保安第四总队，隶属东北行辕，暂编师级别，人事、后勤、供给由东北行辕负责，作战行动受长官部指挥。总队长和副总队长由东北行辕任命。武器装备为日满投降后苏联红军在长春市内外收缴的武器移交给东北行营。苏联红军撤退回国后，东北民主联军于1946年4月14日第一次解放长春，全歼东北保安第四总队，总队长长陈家祯和大部分校尉级军官。东北行营派遣少将高参王家善和高参王化兴到铁岭收容长春守军溃散与被东北民主联军释放人员，到4月末，共收容官兵7000余人，重新编为东北保安第4总队。因原总队长被俘，其他军官无号召力，就启用满洲国陆军军官学校教授部长王家善为东北保安第四总队总队长。1946年5月6日，王家善被任命为东北保安第4总队总队长。1946年6月3日移驻长春。王家善用两个月时间健全了东北保安第四总队司令部和三个步兵团干部人选，收编1万余人，任命史维中为总队参谋长，任命樵明远（乔遇春）、戴逢源（满洲国军第二旅少将旅长）、贾绍华（伪满军官学校的军官候补生）为团长，军需处长孔昭天，总队参谋处长、各营、连长及参谋、后勤部的科长以上军官，都是满洲國军官学校受过王家善教育的军官候补生或王家善的亲属和契友，排以下军官和士兵多是满洲国国兵。1946年11月，第四总队从长春开拔到岫岩、庄河和大孤山一带，配属新六军第十四师指挥围剿辽南的东北民主联军，对外称独立第九师。新6军前进指挥所与独立第9师师部同住岫岩县城。1947年“东北夏季攻势”初期，退守营口、大石桥，归属第52军指挥。1947年5月10日，东北民主联军辽南独立师打垮了守卫大石桥的王部第三团。东北保安第一总队在大石桥被全歼后，王家善担任营（口）大（石桥）地区防守司令兼营口市市长。1947年7月末东北保安第四总队被陈诚改编为国军暂编五十八师（东北保安第13区），划入第52军建制。1947年7月7日第二次围攻营口，交警三总队驰援。东北秋季攻势中，1947年10月3日辽南的东北民主联军攻克海城，随即围攻营口，国军海军长治舰等三艘军舰迫岸猛烈火力支援守军，战斗惨烈。战后，52军少将副军长郑明新率军搜索营一部于1947年10月上旬到营口，成立前进指挥所，统一指挥暂编58师与交警三总队。在中共东北中央局社会部辽南情报站长期工作下，1948年2月25日正月十六在辽宁营口起义。2月28日改编为东北人民解放军辽东军区独立第5师。1948年4月辽东军区派谢甫生为该师政委，率120名政工干部组建师、团政治机关，担任营教导员、连指导员。1948年11月改称人民解放军第167师。1949年6月改称解放军第50军第150师，入关参加鄂西战役，解放重庆，解放成都等战役。后参加韓戰第一、二、三、四次战役，特别是在汉江阻击战中战功显著。1964年12月改编为辽宁省军区步兵独立师。1981年10月改编为沈阳军区守备第11师，1991年5月缩编为沈阳军区守备第11旅，1993年初撤编。
- 暂编59师梁铁豹
- 暂编60师李应华

## 滿洲國軍參與過的戰役
- 1933年  熱河戰役
- 1937年－1945年  中日戰爭
- 1939年  諾門罕戰役
- 1941年－1945年  太平洋戰爭
- 1945年  蘇日戰爭

## 宪兵
1932年以原奉天、 吉林、 黑龙江三省宪兵营改称奉天、 吉林、 黑龙江宪兵队，另在长春设新京宪兵司令部，司令官为德楞额。
1933年夏在沈阳东大营的中央陆军训练处增设宪兵养成部。部长应振复中将，日本士官学校毕业，曾任张作霖时代的北京卫戌司令。主事冈村铁彦退役宪兵少将。副主事山田，庶务河内缴，翻译王鸿业。柔道教官石井亲孝，剑道教官重村，军事敦官少校刘达、工翊东。 
1934年设第一至第五宪兵队和国都宪兵队。1934年10月，宪兵养成部迁到吉林市东郊东大营，成立了以石黑贞藏中佐为顾问的宪兵训练处，驻吉林市，培训宪兵骨干360人，以此为基础，1935年3月，新京宪兵司令部与军政部宪兵课合编为宪兵司令部，司令官应振复，直属于军政部大臣，统辖6个宪兵队（新京宪兵队、第一宪兵队、第二宪兵队、第三宪兵队、第四宪兵队、第五宪兵队）每队250人，及兴安东、西、南、北宪兵队和其它。为与关东军宪兵司令部相区别，1939年5月改为宪兵总团司令部。
宪兵总团司令部
- 司令官：王遇甲、杨镇凯、关成山、郭若霖、刘尚华
- 参谋长
- 参谋处
  - 第一课
  - 第二课
  - 第三课
- 副官处
- 军需处
  - 兵器室
  - 医务室
  - 兽医室

宪兵团编制
- 团长
- 警务课：主任
- 司法课：主任
- 特务课：主任
- 副官室
- 军需室

宪兵分团编制表
- 分团长：日籍
- 分团副：汉蒙满人
- 警务班：市街巡察，对外出士兵军风纪纠察，逮捕犯人等勤务
- 特高班：侦察反日反满活动，军政机关内部肃谍
  - 特务
  - 情报
- 司法班
- 庶务班

宪兵部队序列
- 国都宪兵团 团长金济春
- 第一宪兵团 团长于百清。辖：抚顺宪兵分团、鞍山宪兵分团(1944年9月鞍山宪兵分队升格为分团)、安东宪兵分团、通化宪兵分团、本溪宪兵分团
- 第二宪兵团 1935年初由移驻吉林城的宪兵训练处第三连改编的吉林第二宪兵队，队长上校张英权，驻东大营。1938年吉林第二宪兵队改称团，翟希古任团长，迁至大马路。1944年10月，伪吉林第二宪兵团分出一部分人组成驻丰满水电站的分遣队，团部也迁往河南街老邮电局院内。团长佐泽上校。辖：昌图宪兵分团、磐石宪兵分团、延吉宪兵分团（遗址位于延吉市北山小学北侧一处东西100米，南北200米青砖灰瓦，四合院式庭院）、四平宪兵分团
- 第三宪兵团 团长冯希云上校。辖：昂昂溪宪兵分团、讷河宪兵分团、洮南宪兵分团
- 第四宪兵团 团长谷家上校。辖：阿城宪兵分团、珠河宪兵分团
- 第五宪兵团 团长木鸠昇少将。辖：赤峰宪兵分团、古北口宪兵分团、丰宁宪兵分团、平泉宪兵分团、凌源宪兵分团、围场宪兵分团
- 第六宪兵团 团长杨增纯中校。辖：宁安宪兵分团、间岛宪兵分团
- 第七宪兵团 团长朱干臣中校。辖：富锦宪兵分团、依兰宪兵分团
- 第八宪兵团 团长 原冈 中校 黑河宪兵分团 海伦宪兵分团 鸡宁宪兵分团 塔西宪兵分团
- 第九宪兵团 团长河野右卫中校 林西宪兵分团 林东宪兵分团 王爷庙宪兵分团
- 第十宪兵团 团长内海仂中校 博克图宪兵分团、扎兰屯宪兵分团
- 第十一宪兵团：团长根本中校。辖：勃力宪兵分团、宝清宪兵分团
- 第十二宪兵团：团长立元中校。辖：山海关宪兵分团、打虎山宪兵分团、黑山宪兵分团
- 第十三宪兵团：团长寺尾甚内中校。辖：六户宪兵分团
- 第十四宪兵团：团长铃木友吉中校。辖：营口宪兵分团、岫岩宪兵分团

## 铁路警护军
1937年12月27日满铁铁道总局“路警”被满洲国政府接收，并成立铁道警护总队，隶属治安部大臣。在奉天设立铁道警护总队总监部，作为其统辖机关。在奉天、锦州、吉林、牡丹江、哈尔滨、齐齐哈尔等6个城市设铁道警护本队。在主要车站所在地设铁道警护队。在哈尔滨设水上警护队。
1944年3月1日战时体制强化，在满洲国军内设铁路警护兵科，将铁道警护总队改编为满洲国军的铁路警护军。铁道警护总队总监部改称铁路警护军司令部。铁道警护本部改称为铁路警护旅司令部。各铁道警护队改称为铁路警护团。警护队分所改称为警护分团。
- 奉天警护旅：旅长立川太郎。辖瓦房店铁路警护团、鞍山铁路警护团、奉天铁路警护团、四平铁路警护团、新京铁路警护团、安东铁路警护团（团长李毓明，特派员郑重芳，二人于1946年1月11日被安东省民主政府公审处决）、本溪湖铁路警护团
- 锦州警护旅：旅长 佐克龙佑。辖山海关铁路警护团、通辽铁路警护团、彰武铁路警护团、阜新铁路警护团、金岭寺铁路警护团、叶柏寿铁路警护团、赤峰铁路警护团、承德铁路警护团、古北口铁路警护团、清原铁路警护团、大（打）虎山铁路警护团、锦州铁路警护团
- 吉林警护旅（旅部驻铁路局大楼二楼东侧）：旅长 原弘志。辖吉林团（田中乙座中校，在吉林火车站还设有一个直属分团）、新站团、敦化团、朝阳川团、图们团、磐石团、梅河口团、清原团、通化团、辑安团、大栗子团
- 牡丹江警护旅：旅长有马虎雄。辖牡丹江团、横道河子团、绥芬河团、鹿道团、林口团、佳木斯团、鸡宁团、东安团、虎林团、东宁团、老黑山团
- 哈尔滨警护旅：旅长川村近。辖哈尔滨团、三棵树团、哈尔滨水上团、双城堡团、德惠团、帽儿山团、安达团、绥化团、海伦团、北安团、孙吴团、南岔团、汤原团、五常团、铁三包团
- 齐齐哈尔警护旅：旅长富永。辖齐齐哈尔团 宁年团 嫩江团 昂昂溪团 博克图团 海拉尔团  满州里团  开通团 白城子团 郑家屯团 前郭旗团 索伦团

## 軍校

### 满洲国中央陸軍軍官學校
1939年3月於新京市（現長春市）設立的陸軍軍官學校即满洲国陆军军官学校（满洲国新京陆军军官学校），負責訓練將領。除了滿人學生外，也擁有許多日系學生（亦包含處於殖民統治下的台灣人與朝鮮人），第一期入學生中擁有172名以上日系學生。
由於地理關係，校內有許多朝鮮學生，其中許多於第二次世界大戰後加入韓國軍隊。如後來成為韓國總統的朴正熙與歷任國會議長及國務總理等職的丁一權等，後來以政客身分活躍的人物。
另一方面，曾受日本殖民統治的韓國，長期以來也不滿偽滿洲國軍人成為韓國軍隊的骨幹，甚至在韓國擁有政治影響力。
2005年8月29日，日帝強佔下反民族行為真相糾明相關特別法的民族問題研究所與親日人名辭典編纂委員會發表親日人名辭典名簿中，共列入3090親日派分子，包括所有曾任偽滿洲國軍將校的朝鮮人。
- 白善燁（韓國）：1941年軍官學校畢業，二戰結束時為中尉官階。之後擔任韓國陸軍參謀總長上將。
- 朴正熙（韓國）：1940年4月進入軍官學校，1942年新京軍官學校第一名畢業，1942年10月前往日本陸軍士官學校（57期）留學，1944年4月畢業，二戰結束時為中尉。後來任韓國總統。

### 高等军事学校
满洲国中央陆军训练处，1933年4月于辽宁省沈阳市设立，1940年更名为满洲国中央陆军训练学校，1943年又更名为满洲国陆军高等军事学校并迁至吉林省长春市，该教育机构主要以培养现职团长以上的满洲国军高级军官为主，类似于日本的陆军大学校，也是满洲国的第一所军事教育机构

### 兴安军官学校
满洲国兴安军官学校1934年7月于四平市设立。1938年迁至王爷庙（内蒙古自治区乌兰浩特市），1940年更名为满洲国兴安陆军军官学校，该教育机构主要以培养由蒙古族人组成的兴安军军官为主。

### 军用通信养成部
满洲国军用通信本处，1933年7月于沈阳设立，1940年更名为满洲国军用通信养成部，1943年又更名为满洲国军用通信队并迁至吉林市，该教育机构主要任务是培养满洲国军通信方面的人才，为建立满洲国军的通信系统和通信网络服务。

### 军医学校
满洲国军医学校，1935年4月于哈尔滨市设立，负责培养满洲国军的军医军官。中學畢業生接受4年醫學教育後，便擔任軍醫少尉。而卫生兵方面的培养则由位于锦州的军事部直属医院负责。 

### 飞行学校
满洲国飞行学校，1940年于沈阳市设立，培养满洲国军飞行队的飞行员以及地勤管理人员，学员在满洲国军尉级军官中选拔，包括满洲航空的民航机飞行员也有在此深造学习的。

### 宪兵训练处
满洲国宪兵训练处，1934年7月于吉林市设立，由军政部直辖，主要培养满洲国宪兵，包括由蒙古族人组成的兴安军宪兵。

### 自动车学校
满洲国自动车学校，1942年秋季于沈阳市设立，学习后勤运输、汽车保养、驾驶维修为主，毕业后大多配属于关东军作战体系为日军后勤保障服务。

### 陆军兽医学校
满洲国陆军兽医学校，1936年于长春市设立，负责军马防疫和蹄铁改良的研究事宜，拥有独立的附属军马厂和蹄铁厂作为学员实习。

### 军需学校
满洲国军需学校，1939年于吉林省长春市设立，培养军需军官和军需兵的必要知识与技能，包括日常以及战时军用物资和器材的调配和保管。

## 图集

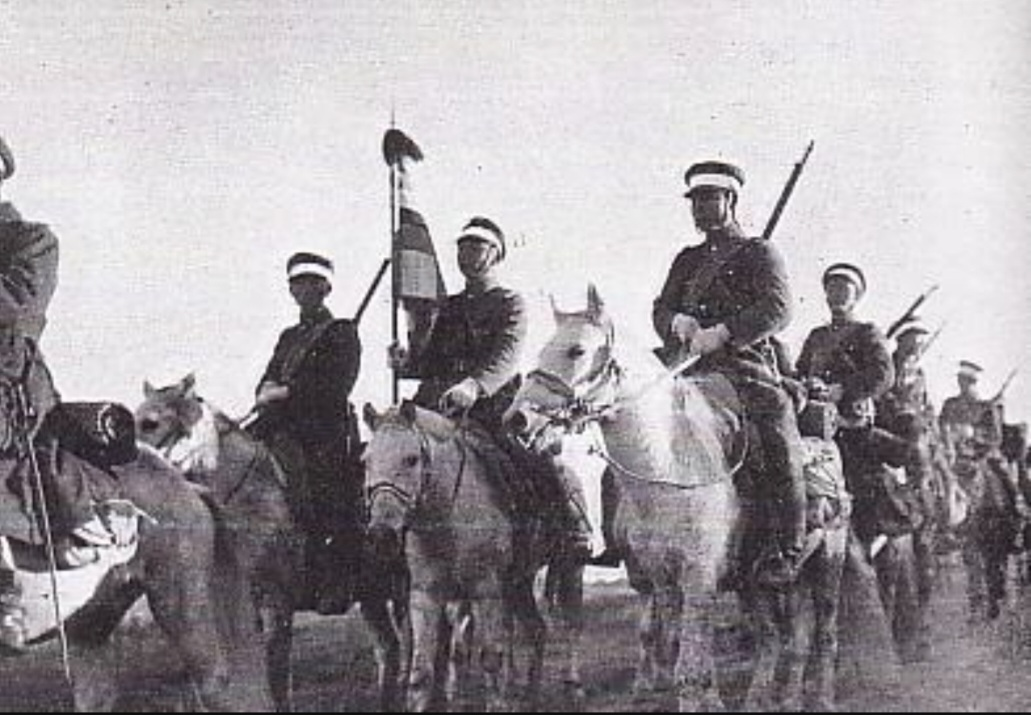
满洲国陆军骑兵部队
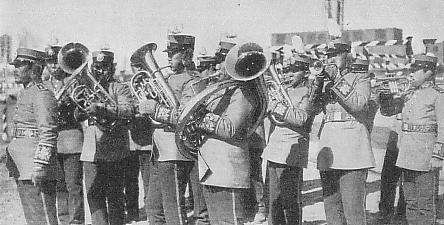
满洲国军军乐队
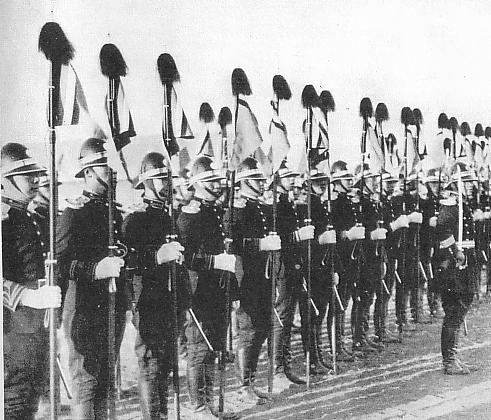
满洲国军仪仗队
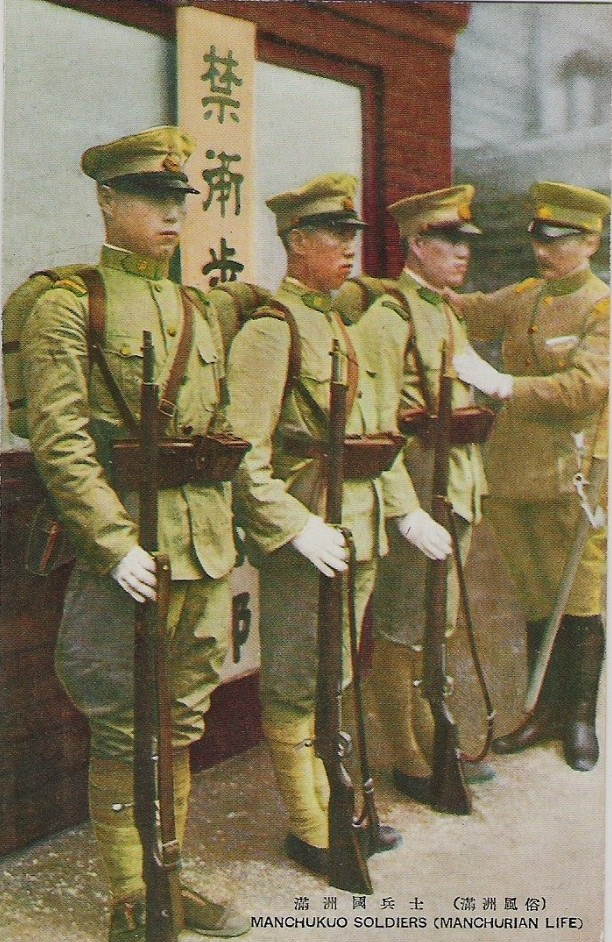
满洲国禁衛隊士兵
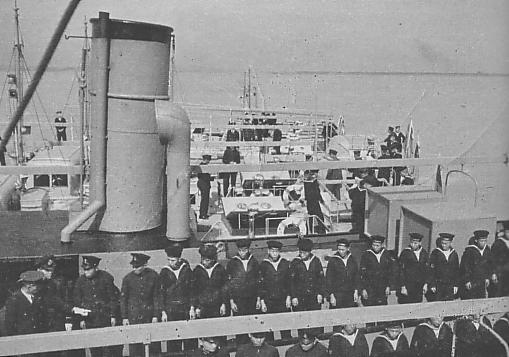
满洲国江防艦隊
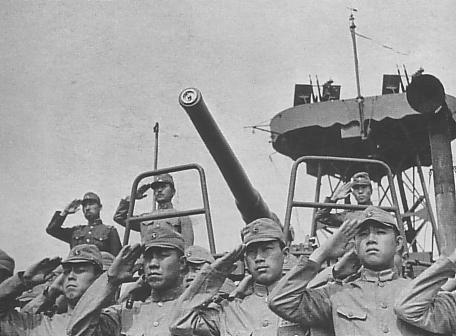
满洲国江上軍
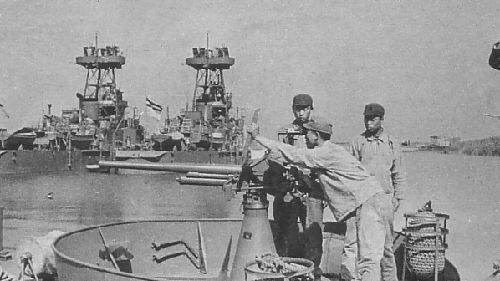
满洲国江上军
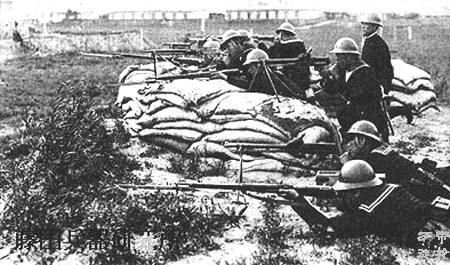
满洲国江上军陆战队
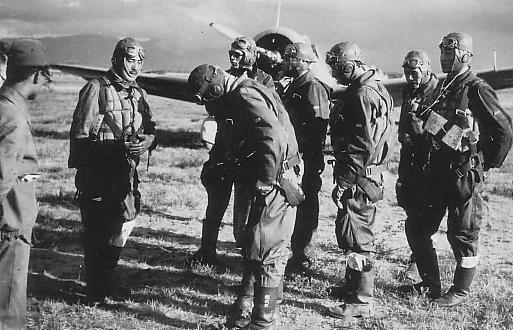
满洲国军飞行队

## 外部連結
- Military Flags of Manchukuo （页面存档备份，存于）
- The Russian Officer Corps of the Manchukuo Army